# Pintura de laca

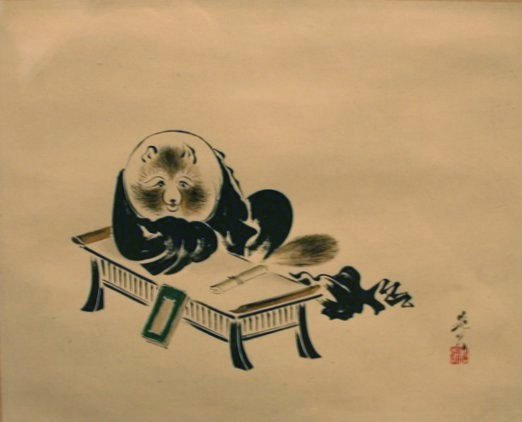
Tejón estudiando un Sutra, de Shibata Zeshin (1807-1891). Una muestra de este estilo en Japón.

La pintura de laca (del vietnamita: sơn mài) es una técnica artística a base de laca que fue practicada en China y Japón como decoración y que se extendió a Europa a través del contacto con Persia. El género fue revivido y desarrollado por artistas vietnamitas en la década de 1930.

## Estilo por país

### China
La pintura de laca ha sido utilizada desde la Dinastía Shang (1384-1111 a. C.) para decorar y preservar objetos de madera. En la Dinastía Han el decorado se volvió más intrincado. Este arte a veces es usado para decorar objetos de madera, como las cajas de dulces o mesas de laca, ambos objetos tradicionales chinos.
El origen de esta técnica artística se sitúa en China. Las regiones que producen el árbol de la laca se encuentran en el curso del Río Amarillo de China Continental. Allí podemos encontrar bosques extensos de árbol de laca.
El uso que la Dinastía Shang dio a la pintura de laca provocó una decadencia de los objetos de bronce, dando mucha más importancia a los objetos decorados y pintados con esta técnica artística.
Las posteriores dinastías, principalmente la dinastía Ming (1402-1424) y la dinastía Ching (1644-1911) nos dejaron un legado artístico importante en cuanto al perfeccionamiento de esta técnica artística que se extendió con los años a otros países.

### Japón
En Japón este arte es secundada con técnicas como las incrustaciones de plata, el Maki-e y la talla de madera Kamakura-bori.

### Vietnam
La pintura de laca, conocida como sơn mài, es hecha a partir de la resina del árbol sơn y se desarrolló de forma independiente, separada de la decoración de objetos de madera. En la década de 1930 esta técnica fue reavivada por los estudiantes de la Universidad de Bellas Artes de Vietnam y combinada con el estilo francés gracias a la influencia de los maestros de la academia, que eran oriundos de Francia. Como máxomos exponentes destacan Joseph Inguimberty y Nguyễn Gia Trí.

### Rusia
La tradición rusa de la pintura de laca (del ruso: лаковая живопись [lakovaya zhivopis]) antes de la revolución estaba relacionada con el arte popular y la producción de iconos. Las miniaturas de Fedoskino, originarias de la aldea homónima, constituyen un subgénero de la pintura de laca el cual es originario del siglo XVIII y se realiza sobre papel maché. Desde la década de 1930 esta técnica empezó a ser usado en el arte proletario. En Rusia la pintura es creada a través de varias capas de barniz, creando un efecto tridimensional.